# Barkovita
La barkovita és un mineral de la classe dels elements natius.

## Característiques
La barkovita és un aliatge de fórmula química Ni1.5Sn. Va ser aprovada com a espècie vàlida per l'Associació Mineralògica Internacional en el mes d’abril de l'any 2025, i encara resta pendent de publicació. Cristal·litza en el sistema hexagonal. Es tracta d'una espècie isostructural amb la niquelina.
L'exemplar que va servir per a determinar l'espècie, el que es coneix com a material tipus, es troba conservat a les col·leccions del Museu Mineralògic Fersmann, de l'Acadèmia de Ciències de Rússia, a Moscou (Rússia), amb el número de registre: 6209/1.

## Formació i jaciments
Va ser descoberta al mont Partomtxorr, al massís de Khibini (Óblast de Múrmansk, Rússia), sent aquest indret l'únic de tot el planeta on ha estat descrita aquesta espècie mineral.